# 周方先
周方先（1918年—1981年），男，浙江海宁人，中华人民共和国军事人物、政治人物，曾任中国海洋学会理事，湖北省政协副主席。